# Luka metróállomás
Luka egy metróállomás Prágában a prágai B metró vonalán.

## Szomszédos állomások
A metróállomáshoz az alábbi állomások vannak a legközelebb:
- Stodůlky (Zličín)
- Lužiny (Černý Most)

## Átszállási kapcsolatok
| B (Zličín ↔ Černý Most) |                                        |                         |
| Állomás                 | Átszállási kapcsolatok                 | Fontosabb létesítmények |
| Luka                    | 137, 142, 174, 255, 301, 352, 902, 904 |                         |